# Église Saint-Waast de Soissons
L’église Saint-Waast (on trouve aussi l'orthographe Saint-Vaast) est une église française de culte catholique, située à Soissons dans le département de l'Aisne. Son architecture est de style néogothique. Elle est sise 6, rue Nicolas Berlette, et fait partie de la paroisse Saint-Médard en Soissonnais, confiée à la Communauté Saint-Martin depuis 2011.

## Histoire
Au VIIe siècle, un village appelé Bourg d'Aisne commence à se développer sur la rive droite de l'Aisne, opposée à la ville de Soissons, sur des terres appartenant à l'abbaye Saint-Médard de Soissons. Une première chapelle, dédiée à saint Adrien, fut construite dans ce bourg, en l'an 645 selon la Vie de Saint Anséry. Des traditions rapportent la présence de la tombe de saint Onésime, évêque de Soissons, dans cette chapelle. C'est au XIIe siècle que le roi de France Louis VII ordonne la construction d'une église collégiale dédiée à saint Vaast dans ce bourg, et érige un chapitre de douze chanoines. Bourg d'Aisne prit alors petit à petit le nom de Faubourg Saint-Waast. 
L'église fut reconstruite et agrandie au XIIe siècle sous l'épiscopat de Josselin de Vierzy, mais très abîmée pendant la Guerre de Cent Ans et par les Guerres de Religion, avant d'être restaurée au XVIIe siècle sous l'épiscopat de Simon Legras, qui dota le quartier d'un maître d'école, d'une institutrice, et d'une sage-femme.
Une gravure, et des dessins de Tavernier de Jonquières, révèlent l'aspect qu'elle avait au XVIIIe siècle : un chœur gothique plus haut que sa nef romane, et un clocher central à deux étages surmonté d'une flèche,,,.
Vendue comme bien national lors de la Révolution française, l'église devint un atelier de salpêtre et tomba en ruine. Son emplacement fut occupé par une usine à gaz à partir du milieu du XIXe siècle.

Dès 1826, le conseil municipal de Soissons avait décidé de rebâtir une église dans ce quartier ouvrier désormais annexé à la ville. C'est seulement en 1851 que l'évêque de Soissons, Paul-Armand Cardon de Garsignies, et le maire, Barthélémy Périn, posèrent la première pierre grâce à une souscription des paroissiens et des subventions de la municipalité et de l'Etat. L'architecte diocésain Émile Boeswillwald s'était beaucoup inspiré pour son projet de l'apparence de l'ancienne église. De nombreux vitraux furent offerts par la famille Deviolaine. En 1852, le cardinal de La Tour d'Auvergne, évêque d'Arras, fit don d'une relique de Saint Vaast. Le 16 octobre 1855, le cardinal Gousset, archevêque de Reims, entouré de Paul-Armand Cardon de Garsignies et de nombreux évêques des diocèses voisins, consacra la nouvelle église.

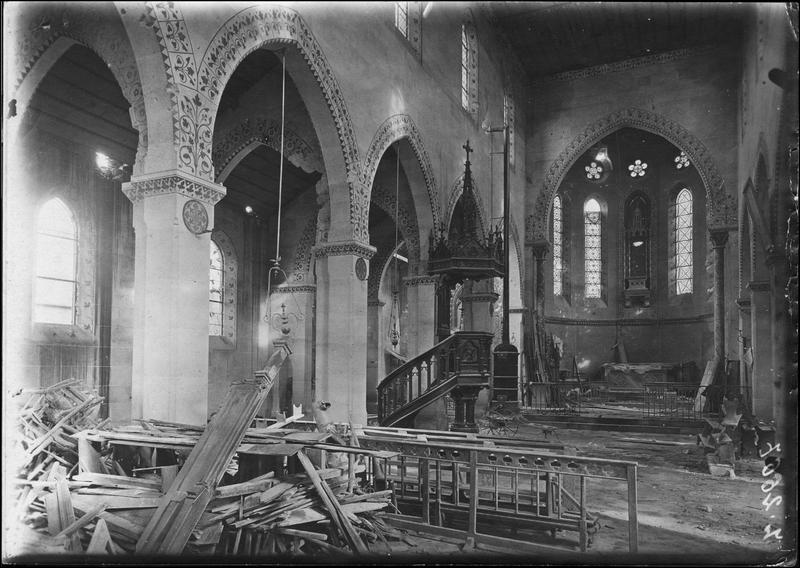
L'intérieur de l'église en octobre 1916.

Pendant la Première Guerre mondiale, le quartier Saint-Waast se trouva à quelques centaines de mètres de la ligne de feu et fut continuellement bombardé. L'église souffrit d'importants dégâts, mais ne s'effondra pas, et fut restaurée à l'identique à l'issue du conflit. Après le Concile Vatican II, une restauration importante de l'intérieur mit l'église en conformité avec les nouvelles prescriptions en matière de liturgie.

### Culte
Propriété communale, l'église est affectée au culte selon les dispositions de la Loi de 1905. La Messe est célébrée tous les dimanches et solennités à 10h30.

### Description
L'église, de style néogothique, comporte un clocher-porche carré, orné d'une flèche et de quatre petites tourelles. Elle mesure 35 mètres de long et 16 de haut. Une large nef à plafond plat ouvre sur un élégant chœur arrondi encadré par deux colonnes. De nombreuses statues ornent les murs des bas-côtés. Seuls deux vitraux, rescapés des destructions de la Première Guerre mondiale, ornent les chapelles latérales.
L'église abrite un orgue construit en 1932 par le facteur Auguste Convers.
Les cloches de l'église se nomment Elisa (fa), Louise (sol), Jeanne (la) et Eugénie (si bémol).

### Galerie d'images

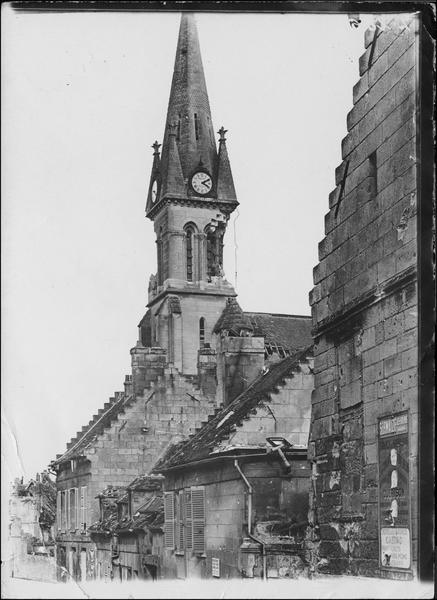
Vue du clocher en 1916.
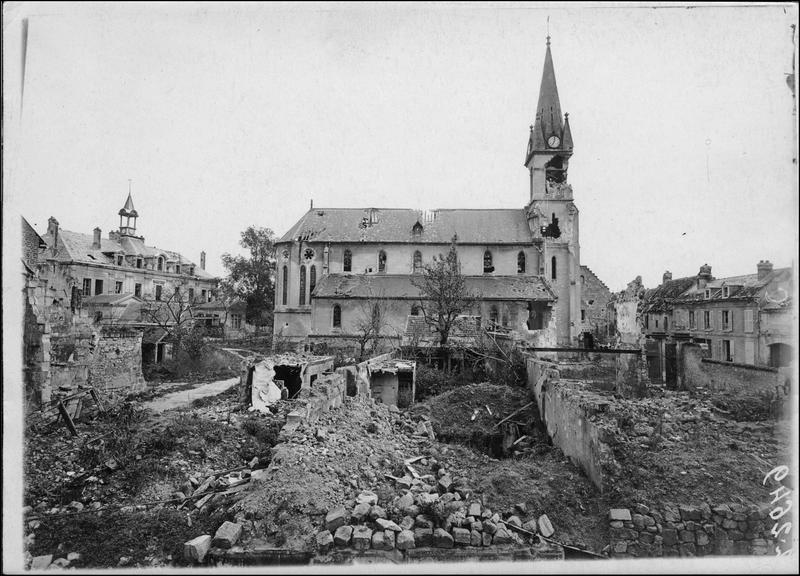
Vue de l'église en 1916.
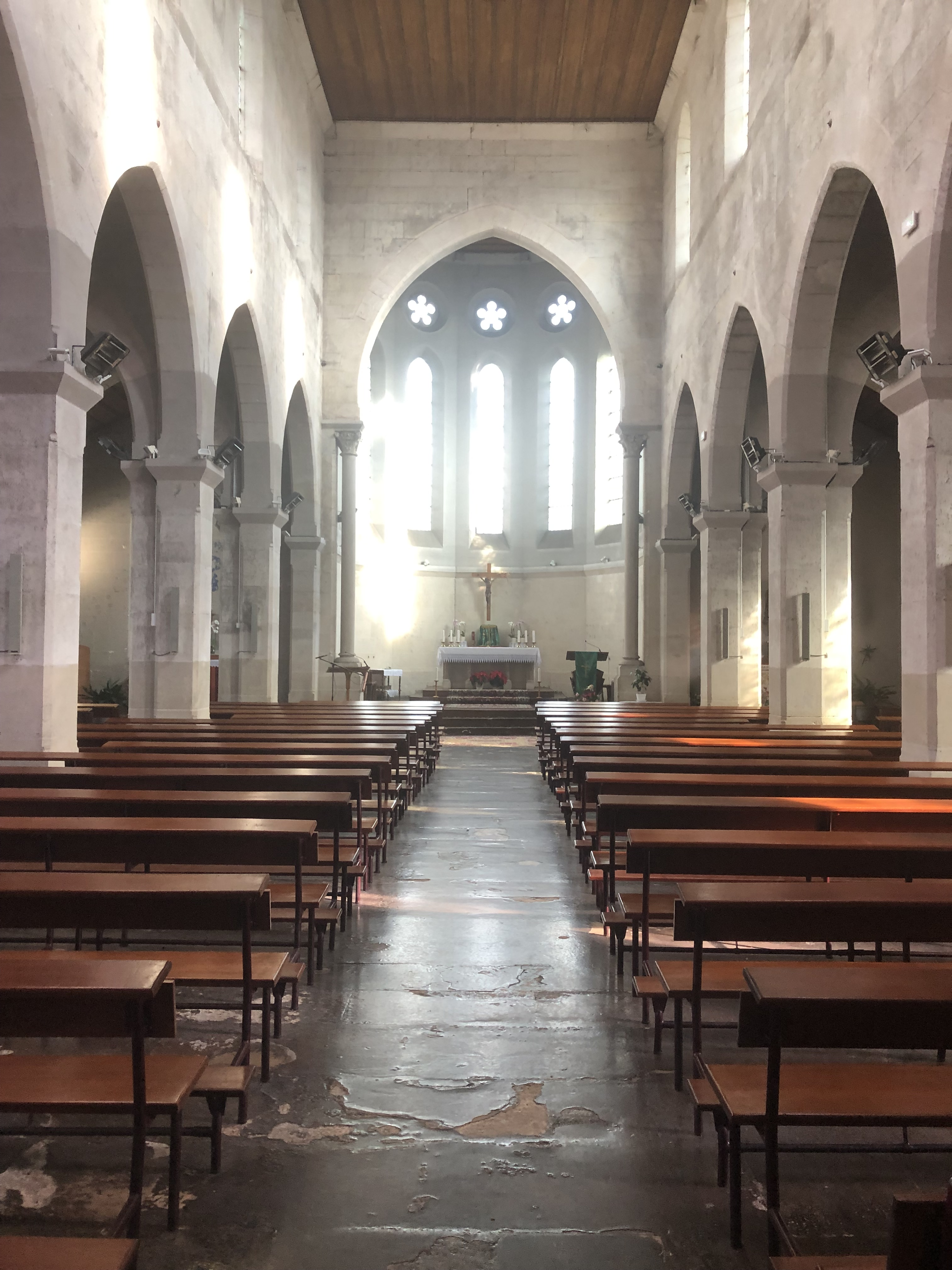
Vue de la nef.
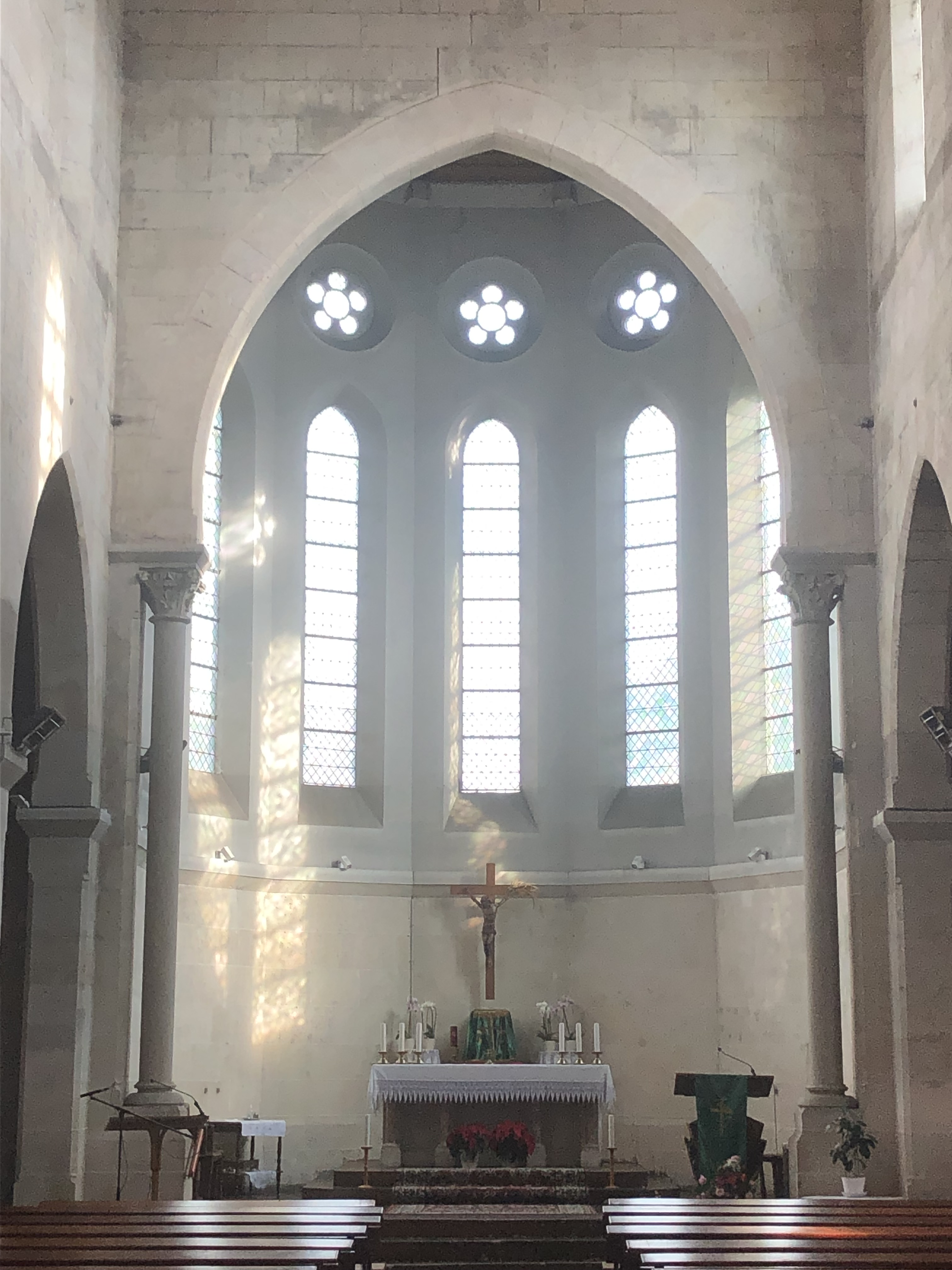
Vue du choeur.
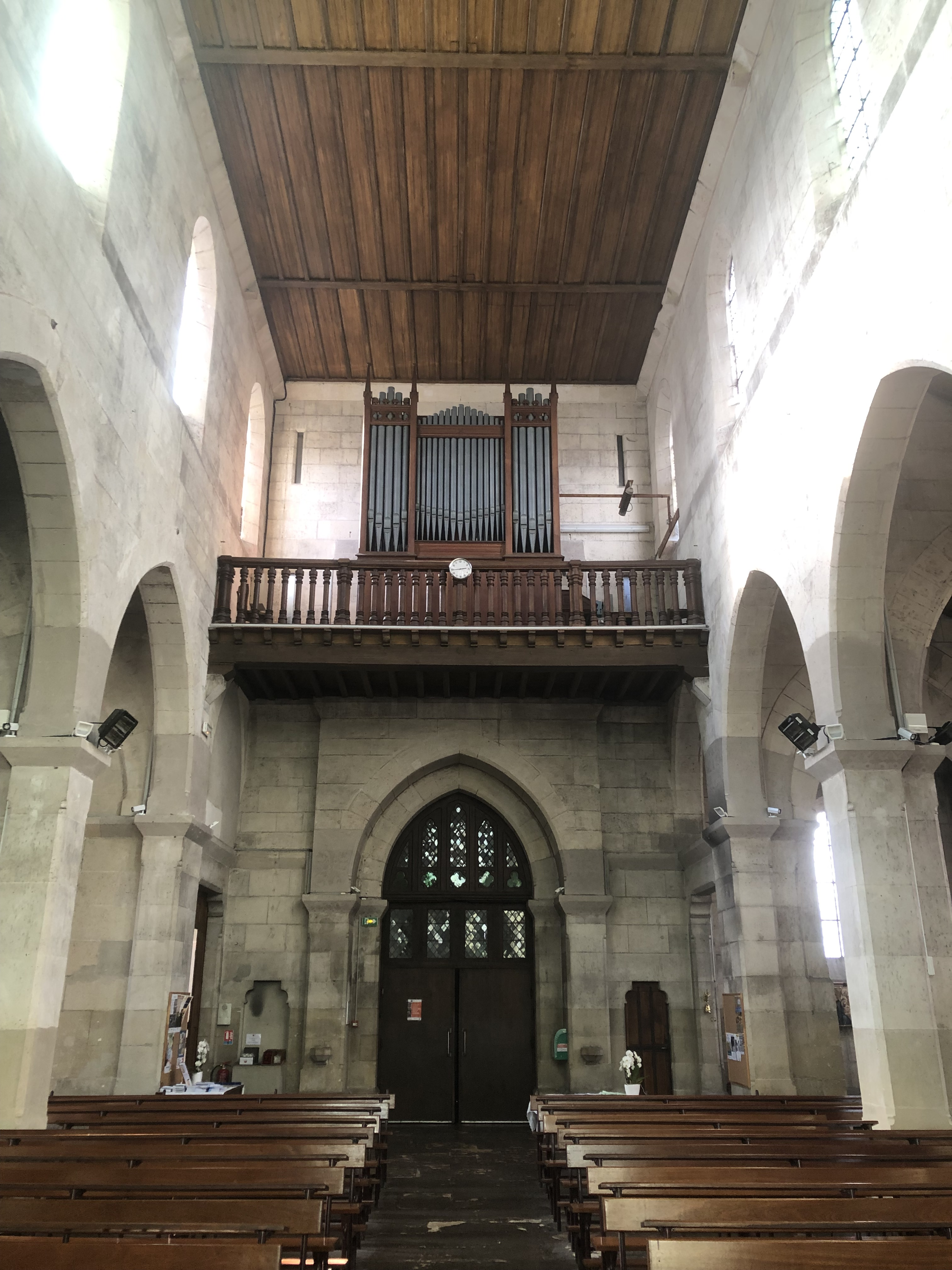
Vue de l'orgue.
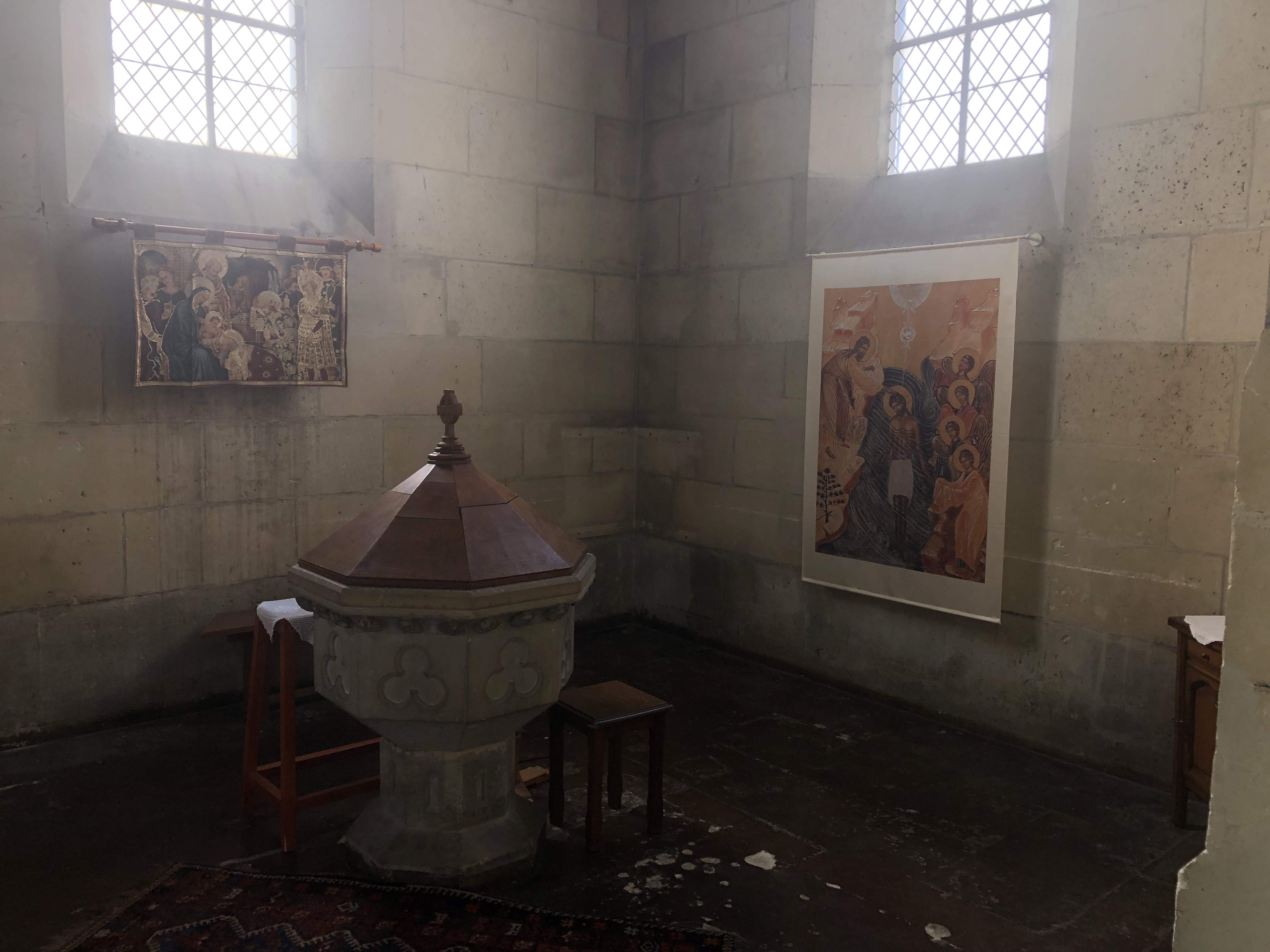
Vue du baptistère et de la tapisserie des moniales de Bethléem.
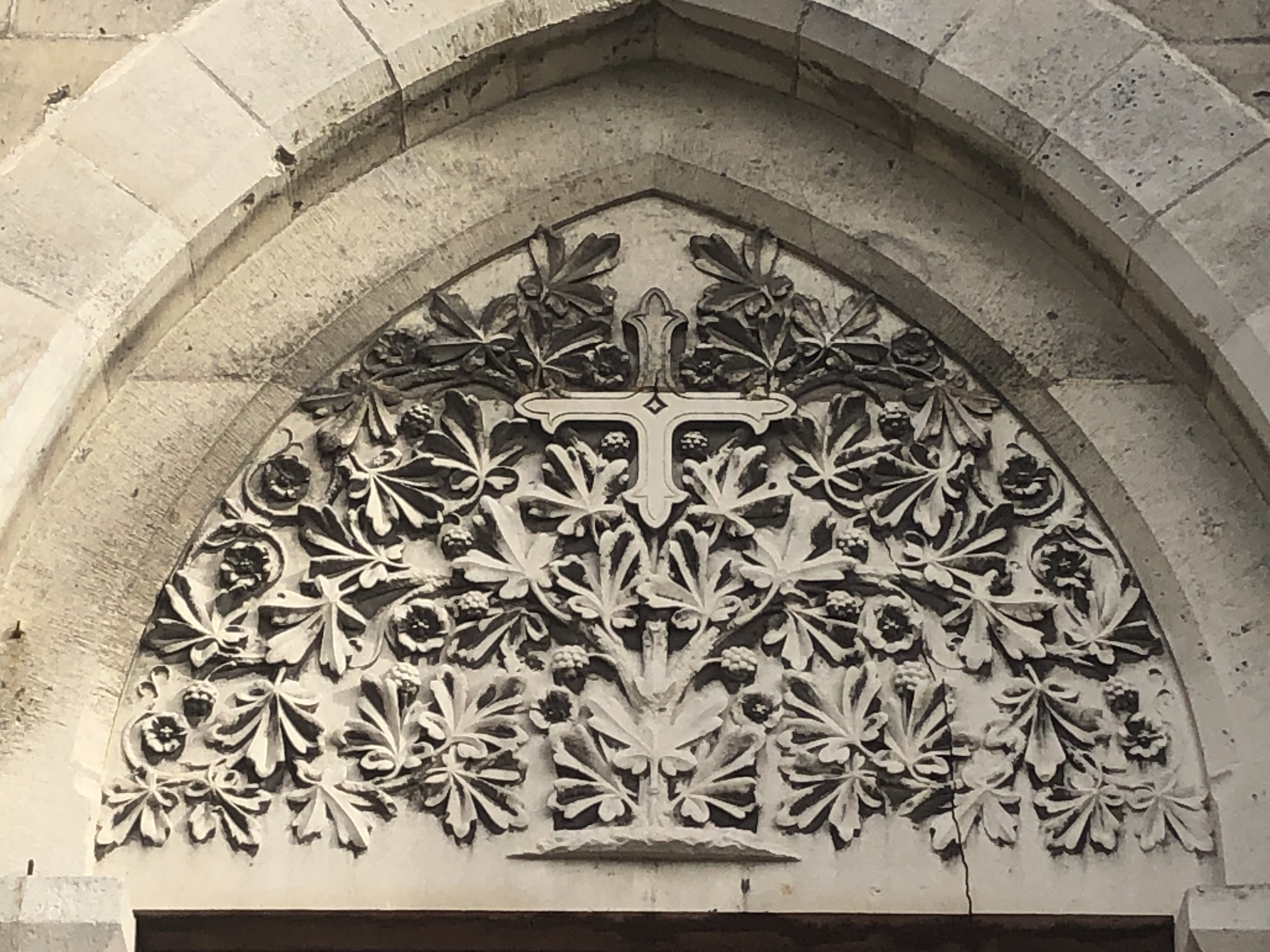
Vue du bas-relief ornant le portail.
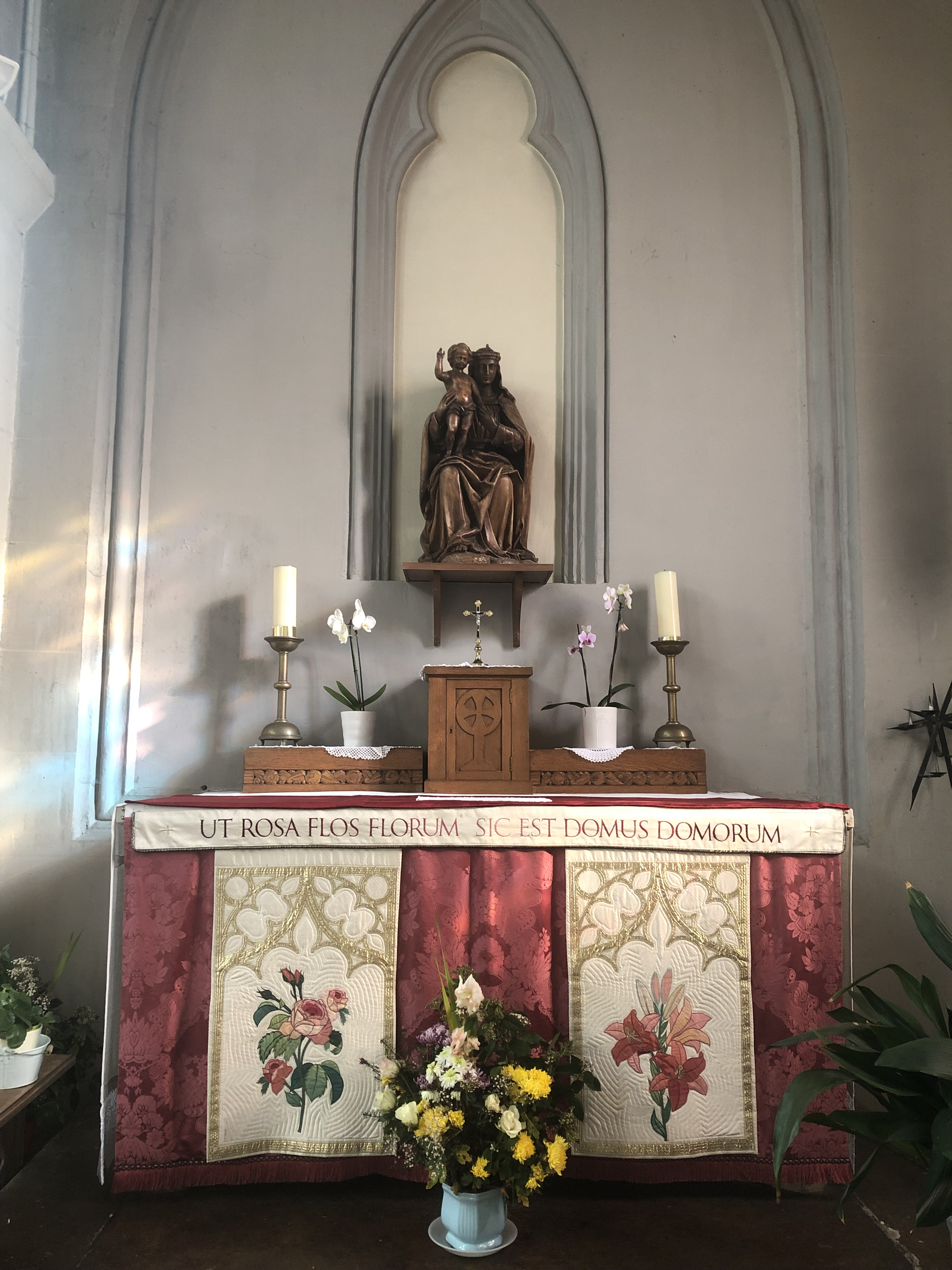
Autel de Notre-Dame de la Sagesse.
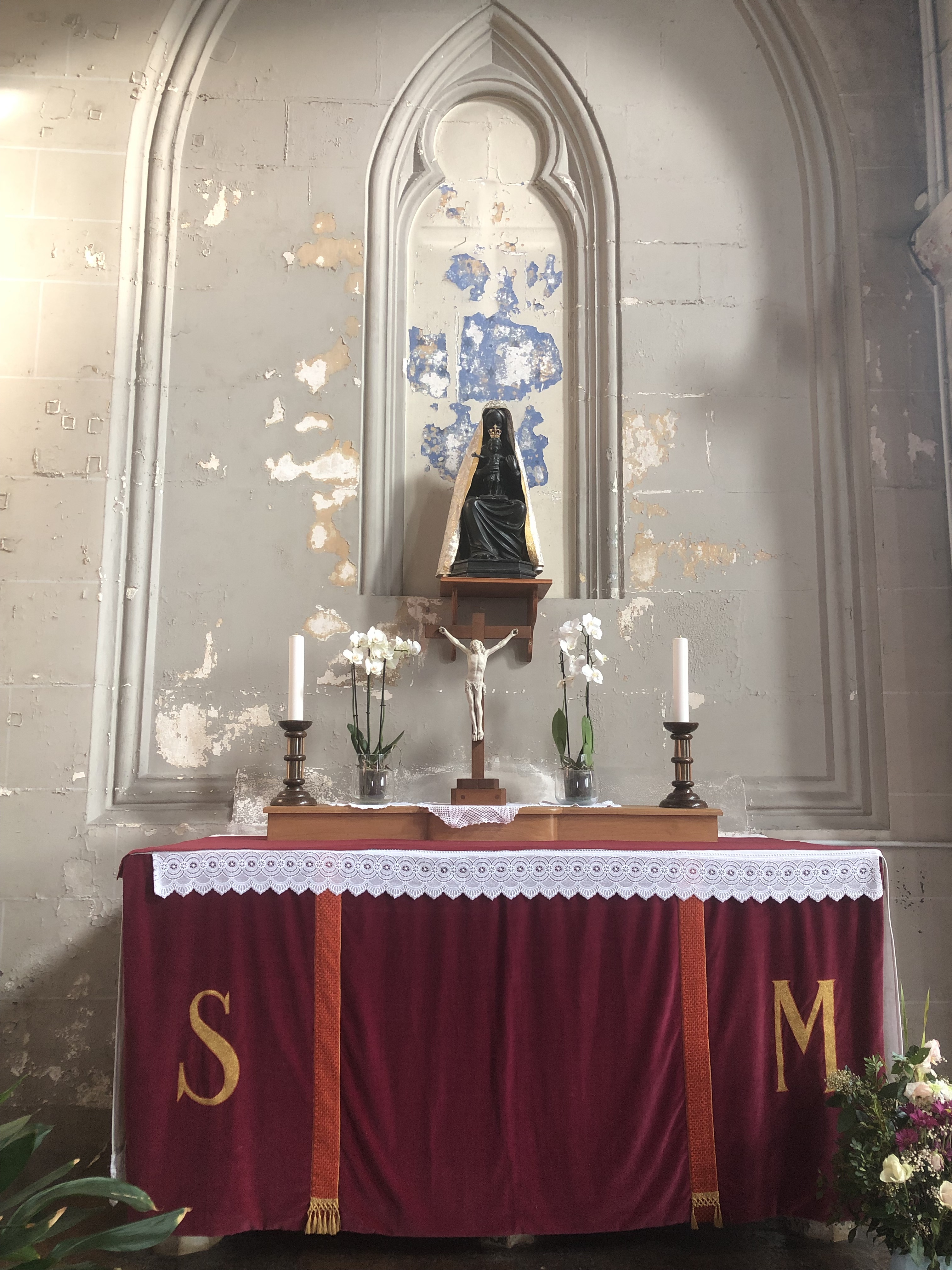
Autel de Notre-Dame de Liesse.
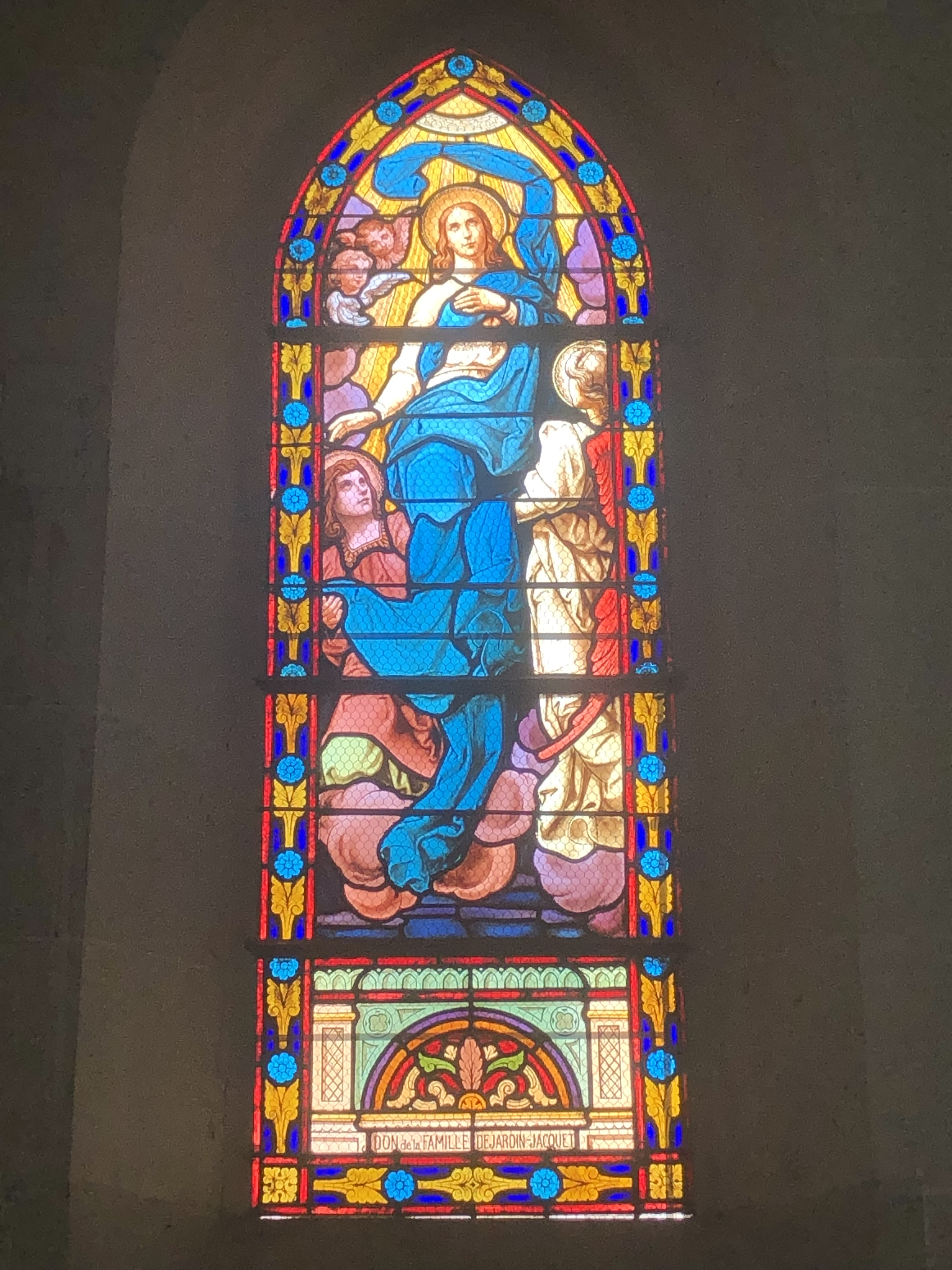
Vitrail représentant l'Assomption.
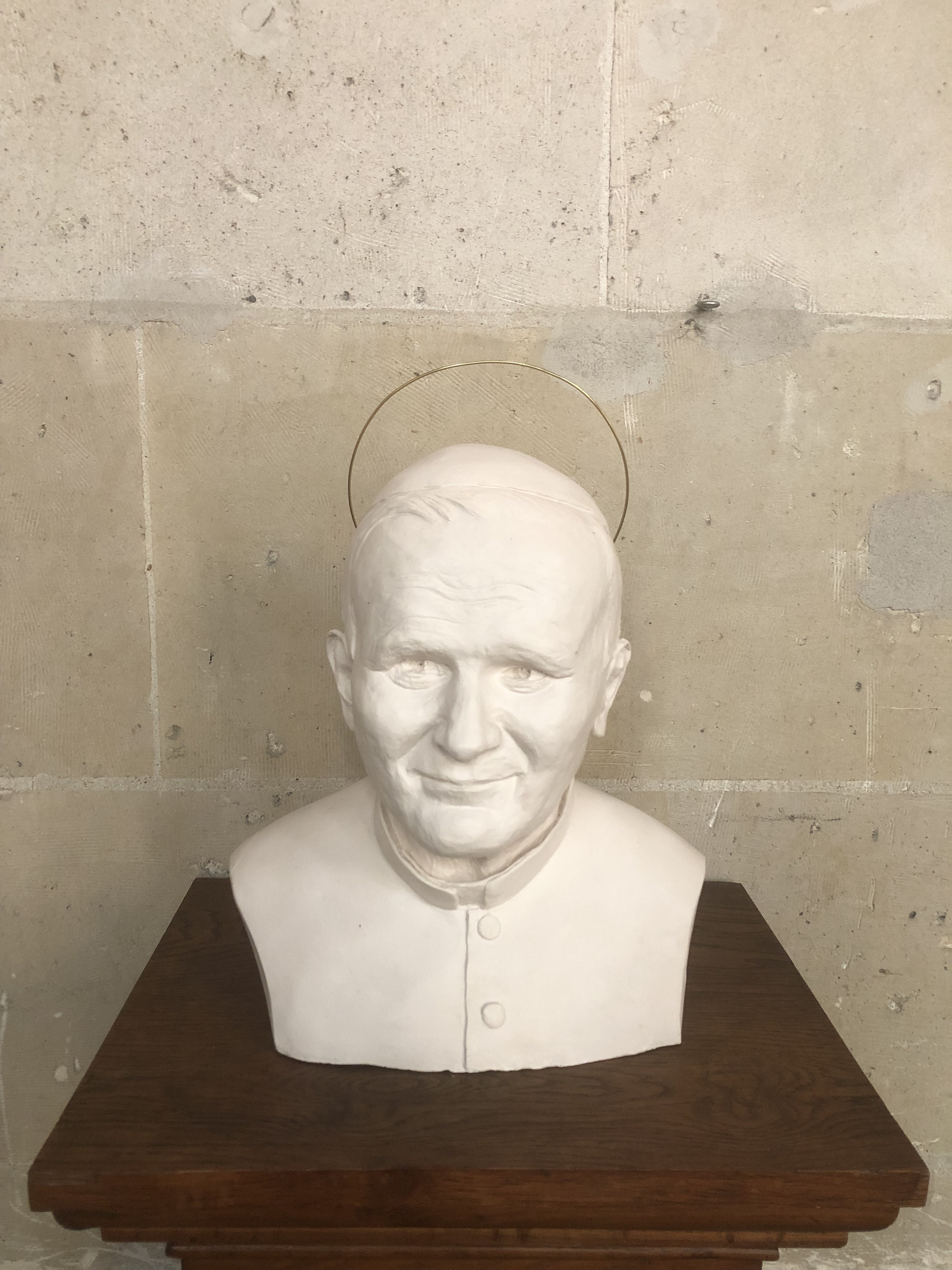
Buste contemporain de saint Jean-Paul II par Nathalie de Williencourt.

## Références

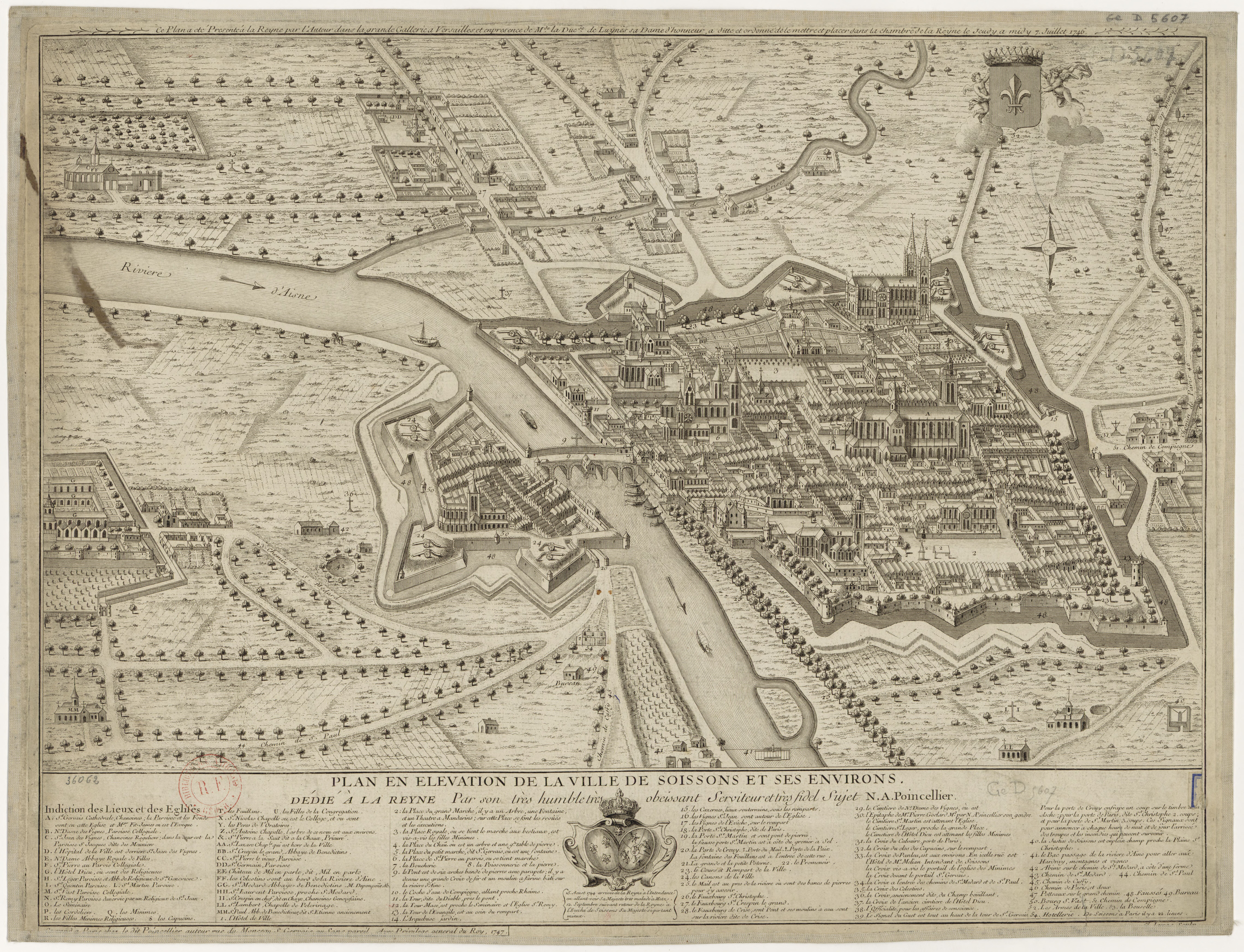
Plan en élévation de Soissons en 1747. On distingue l'église Saint-Waast sur la rive droite de l'Aisne, au milieu du faubourg du même nom entouré de fortifications en bastion.